# Alfred Młocki
Alfred Młocki herbu Prawdzic (ur. 31 grudnia 1804 w Warszawie, zm. 27 marca 1882 we Lwowie) – powstaniec listopadowy, właściciel dóbr, poseł do Sejmu Krajowego Galicji, działacz społeczny, filantrop.

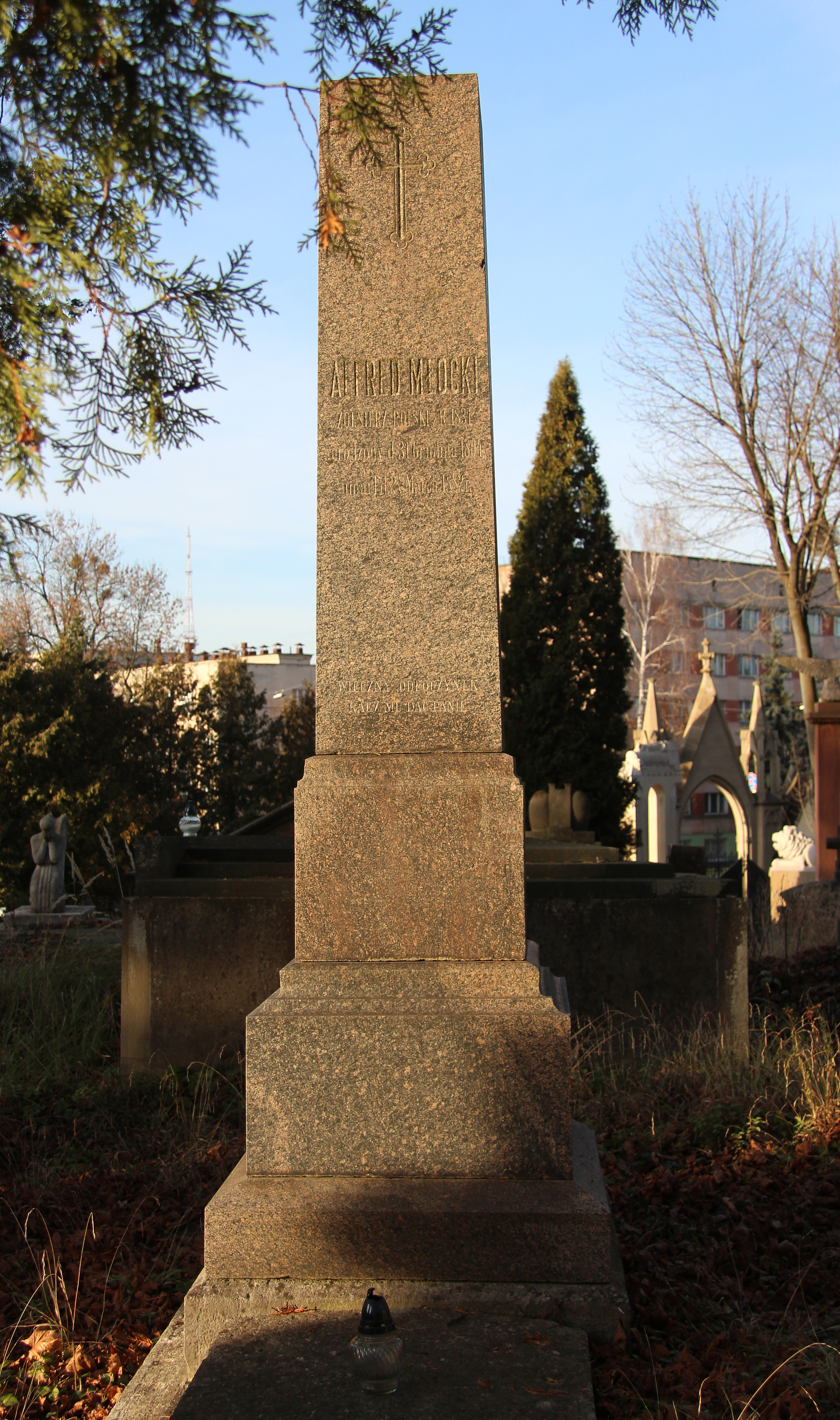
Nagrobek Alfreda Młockiego

## Życiorys
Uczestniczył w powstaniu listopadowym 1831. Był porucznikiem gwardii ruchomej. Działał przy rekrutacji, był podkomendnym gen. Samuela Różyckiego, walczył w bitwie pod Chodczą Górną. Był więźniem stanu.
W 1848 wybrany na radnego Krakowa. Wybrany na posła Sejmu Krajowego Galicji I kadencji (1861–1866) w I kurii obwodu Sambor, z okręgu wyborczego Sambor na miejsce Aleksandra Fredry, który złożył mandat po I sesji Sejmu w 1861. Członek Komitetu Galicji Wschodniej w 1863. W powstaniu styczniowym 1863 działa w organizacji.
Był spadkobiercą majątku po swojej ciotce Honoracie Borzęckiej. Dzięki temu prowadził działalność społeczną i charytatywną. Członek i działacz Galicyjskiego Towarzystwa Gospodarskiego, członek jego Komitetu (25 czerwca 1861 - 30 stycznia 1866). Był członkiem Towarzystwa Gimnastycznego „Sokół” we Lwowie w 1867 roku. Udzielał się przy oświacie ludowej w Galicji. Był przewodniczącym Towarzystwa Opieki Narodowej. Był też pisarzem-biografem i pamiętnikarzem.
Został pochowany na Cmentarzu Łyczakowskim we Lwowie.